# Pablo Andújar
Pablo Andújar (født 23. januar 1986 i Cuenca, Spanien) er en spansk professionel tennisspiller. Han har, pr. maj 2009, endnu ikke vundet nogen ATP-turnering.
Andújar er 181 cm høj og vejer 76 kg.